# Henry Briggs
Henry Briggs (Worley Wood, veljača 1561. – Oxford, 26. siječnja 1630.) je bio engleski matematičar. Najznačajniji je po tome što je originalne logaritme koje je osmislio John Napier postavio u logaritme po bazi deset, koji su njemu u čast nazvani Briggsovi ili dekadski logaritmi.